# Antoine Triest
 (juillet 2023).
Ne doit pas être confondu avec Pierre-Joseph Triest.
Antonius Triest (en néerlandais : Antoon, ou en français : Antoine), né à Beveren-Waes en 1577 et mort à Gand le 28 mai 1657, est le cinquième évêque de Bruges puis le septième évêque de Gand.

## Biographie

### Famille
Antonius Triest est né dans une famille noble au château de Cortewalle (ou Hof Ter Walle) à Beveren-Waes . Son père Philippe est seigneur d'Auweghem, échevin de la ville de Gand. Sa mère est Maria van Royen, fille de Philippe de Gijzegem. Entre 1616 et 1629, son frère aîné, Nicolas, est échevin de la cuere (nl) de Gand à plusieurs reprises. Son jeune frère Jean-Baptiste est d'abord capitaine d'infanterie au service du roi d'Espagne, puis capucin sous le nom monastique d'Eugène.

### Début de la carrière ecclésiastique

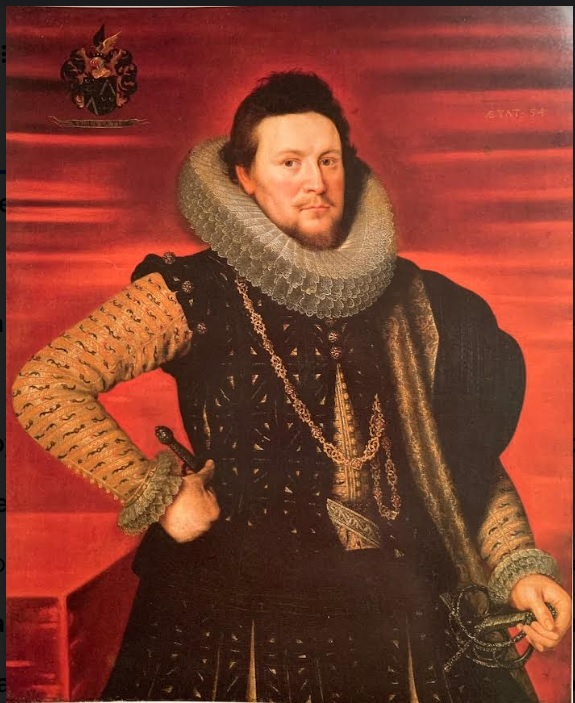
Portrait d'Antoine Triest, par Frans Pourbus le Jeune (vers 1600)

Antonius Triest n'a que 10 ans lorsqu'il est tonsuré et admis dans le clergé. En 1596, il est promu licencié en droit à l'université de Louvain. Un peu plus tard, il est nommé chanoine diplômé de la noblesse de Sint-Bavon à Gand. Dès lors, il réside dans cette ville. En septembre 1602, il est ordonné diacre et prêtre.
Les nominations ecclésiastiques se succèdent rapidement. En 1606, il devient archidiacre de la cathédrale Saint-Bavon. Il a auparavant été nommé aumônier et aumônier de la cour des gouverneurs Albert et Isabelle. En 1610, il devient doyen du chapitre Saint-Donatien à Bruges.

### Évêque de Bruges
En août 1616, Triest est nommé cinquième évêque de Bruges et est consacré le 9 juillet 1617 dans la cathédrale Saint-Donatien par l'archevêque de Malines Matthias Hovius. Il prend comme devise : 'Confidenter' (Avec confiance). Il n'a alors que 40 ans.
Triest s'est immédiatement efforcé de renforcer les relations avec les autorités de la ville de Bruges et du Franc de Bruges. Il réussit à les amener tous les deux à fournir une aide financière à la reconstruction d'églises et de monastères.
Il prend immédiatement ses fonctions de direction et, en quelques années, il effectue deux tournées de visites dans toutes les paroisses de son diocèse. Pour y contribuer, il organise des visites annuelles plus extensives chez les doyens, qui doivent faire un rapport détaillé sur chacune des paroisses qui leur sont attribuées. Il inspecte également les monastères et les hôpitaux monastiques, où il impose des statuts plus stricts, dans l'esprit de la Contre-Réforme.
Son attention est tournée vers les croyants. Il s'efforce de restaurer la foi catholique, basée sur le strict respect des préceptes de l'Église, et sur la prière, la dévotion et la régularité dans l'enseignement. Il fait de grands efforts pour répandre partout le catéchisme. Il est principalement aidé en cela par les Jésuites.
Triest s'attend à mourir en tant qu'évêque de Bruges. Il fait adjoindre à la cathédrale une chapelle dédiée à saint Charles Borromée. Il convient avec le chapitre que lui et ses héritiers doivent y être enterrés.

### Évêque de Gand

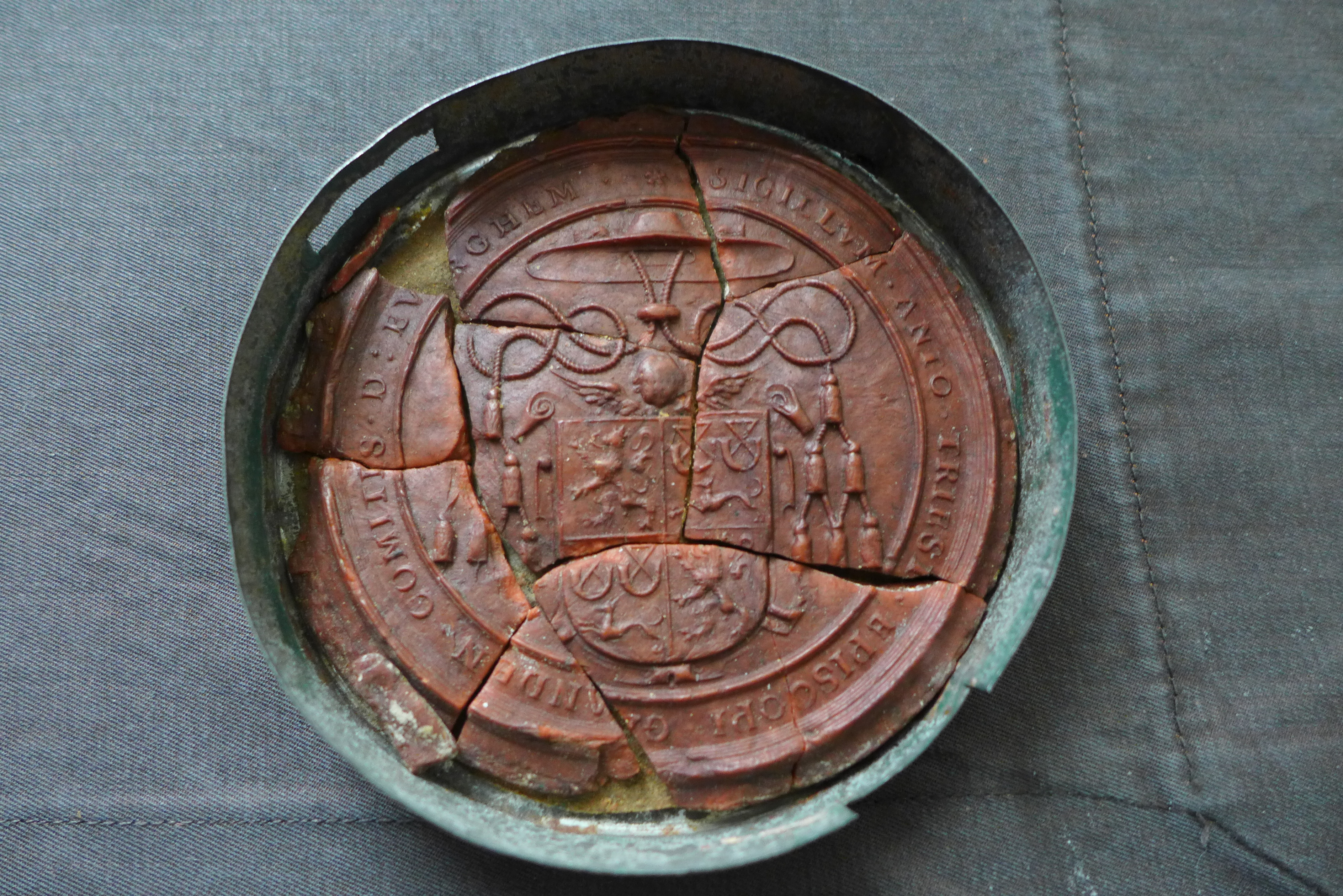
Le sceau d'Antoine Triest, à la bibliothèque des Carmélites de Gand.

Le 10 juillet 1620, Triest est inopinément nommé évêque de Gand par les archiducs Albert et Isabelle gouvernant les Pays-Bas espagnols. Il prend possession de son nouveau siège en 1622. Sa devise épiscopale est toujours Confidenter (Avec confiance).
En 1624, il fait construire un nouveau séminaire épiscopal (nl) sur la Biezekapelstraat (où se trouvait auparavant le Hof ten Bieze), sur les plans de Pieter Huyssens.
En 1629, il pose la première pierre de l'église Saint-Pierre, dont les plans ont également été réalisés par Pieter Huyssens.
Vers 1634, le château de Kruishoutem ou d'Aaishove est achevé, et la chapelle domestique consacrée par l'évêque Antoine Triest .
En 1636, il installe un nouveau carillon de 25 cloches dans la cathédrale.
Au cours de son long épiscopat, il devient la figure dominante du renouveau catholique gantois. Le XVIIe siècle, dans l'histoire de la ville de Gand, a d'ailleurs déjà été qualifié, à juste titre, de « siècle de Triest ». Dans sa vie personnelle, il se démarque par sa piété et sa charité. Il est aussi un organisateur infatigable. Tous les trois ans en moyenne, il visite chacune des 150 paroisses de son diocèse.
Il est le premier évêque de Gand à se voir attribuer le Hof van Sint-Baafs (nl) comme résidence.
Bien qu'il ait continué à gouverner sévèrement en tant que chef d'église, on se souvient également de lui comme d'un homme chaleureux.

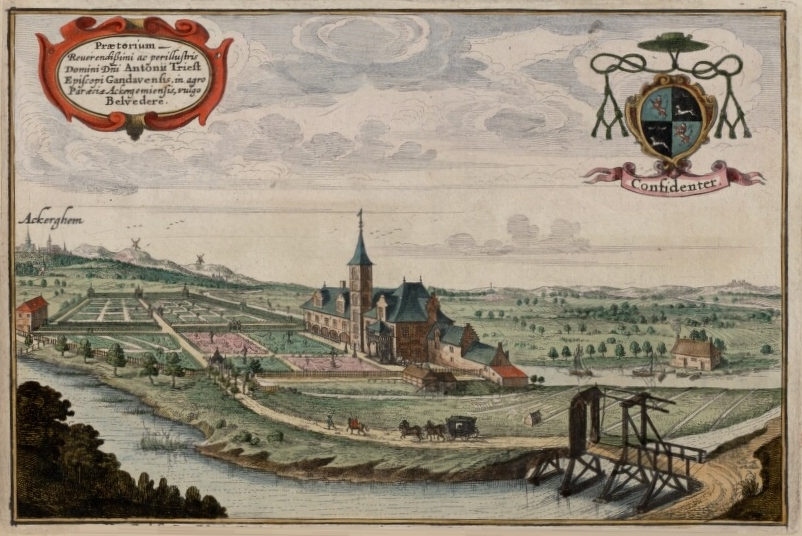
Domaine de campagne 'Belvédère' de l'évêque Antonius Triest à Ekkergem (image de Flandria illustrata, 1641)

Il possède une vaste propriété de campagne ("Belvédère"), située dans le quartier d'Ekkergem (nl), célèbre pour ses belles cours, ses serres et ses orangeries. Il la décore de nombreux tableaux, qu'il achète notamment à David Teniers I. Il a également utilisé le château de Borgwal (nl) à Vurste et le château d'Oude Kluis (nl) à Gentbrugge comme résidences de campagne.
Il achète pour la cathédrale des œuvres d'art remarquables, notamment aux peintres Rubens et van Dyck ou au sculpteur Jérôme Duquesnoy (1602-1654). En 1653, il achète pour la cathédrale un orgue de transept réalisé par les facteurs d'orgues lillois Louis Bis et Pierre Destrée, avec un meuble (qui porte ses armoiries) de Boudewijn Van Dickele.
Triest n'est pas seulement un amateur d'art réputé, il est aussi un homme socialement sensible. En 1641, il fonde une caisse de gratuité (gratiskas) liée au Mont-de-Piété gantois, où les pauvres peuvent emprunter de l'argent sans intérêt. Ses armoiries sont maçonnées sur la façade de ce bâtiment de la Abrahamstraat. Il fonde également un orphelinat pour filles et distribue régulièrement du pain aux nécessiteux, ce qui le rend très populaire auprès des nombreux pauvres gantois.

### Suspension et fin de vie

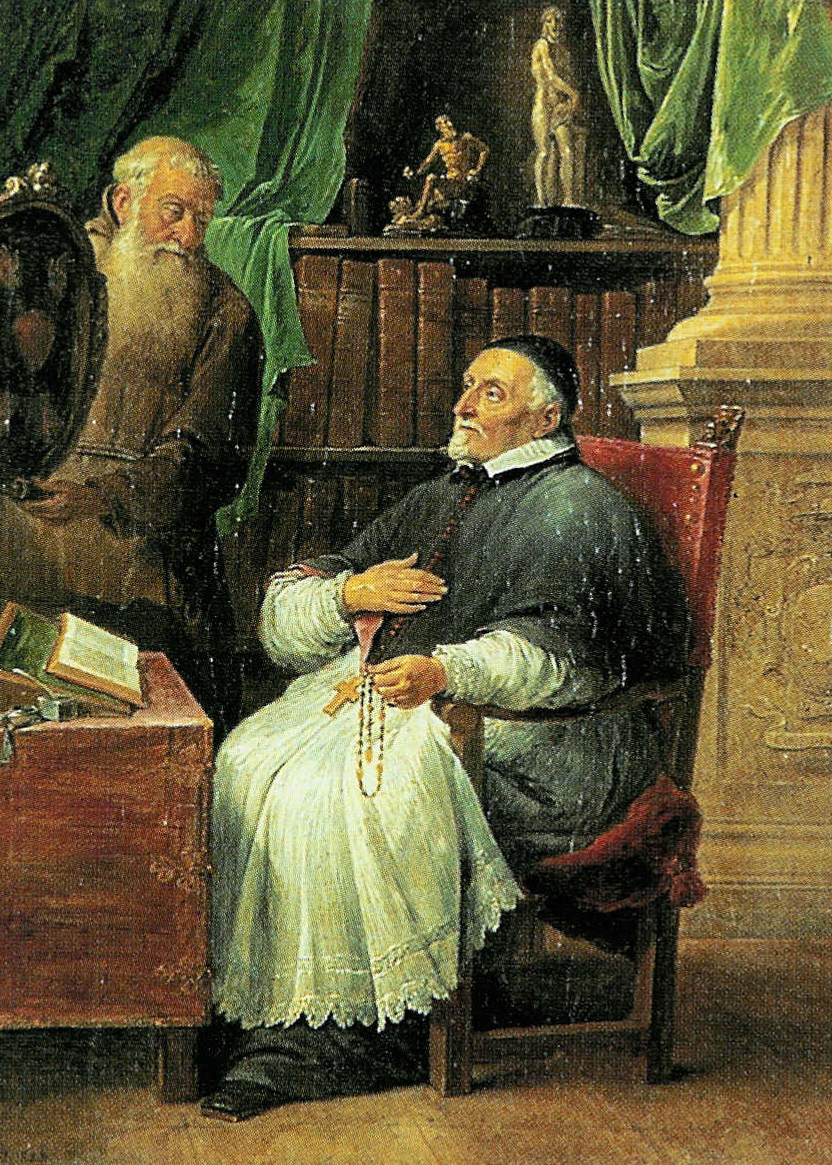
Portrait de l'évêque Antonius Triest et de son frère Eugène, un capucin par David Teniers le Jeune (1652)

En 1653, Antonius Triest, comme son prédécesseur et confrère spirituel Jacobus Boonen (archevêque de Malines), est suspendu par le pape Innocent X en raison de sa sympathie pour le théologien Cornelius Jansen, pour lequel il avait déjà été convoqué par le pape en 1651 et 1652. Il refuse de se rendre à Rome et refuse même dans un premier temps de lire dans ses églises la lettre qui condamne l'œuvre de Jansen, ce qu'il finit malgré tout par faire sous la pression de l'archiduc Léopold, gouverneur des Pays-Bas. Mais la lettre a été immédiatement démystifiée par les commentaires critiques d'Antonius Triest.
Le 12 mai 1653, Triest est suspendu, mais le 24 juillet 1653, il écrit une lettre au pape pour se soumettre et demander pardon. La réconciliation a eu lieu le 23 septembre 1653 à Bruxelles.
Il a 81 ans lorsqu'il meurt le 28 mai 1657. Sa dépouille est inhumée dans la crypte de la cathédrale Saint-Bavon le 30 mai.
Son mausolée (sculpté par Jérôme Duquesnoy le Jeune) se trouve à gauche dans le haut chœur de la cathédrale Saint-Bavon. À Ekkergem, une rue porte son nom (Antonius Triestlaan).

## Œuvre
- Instructio decanorum christianitatis Brugensis, 1618.
- M. CLOET (ed.), Itinerarium visitationum Antonii Triest episcopi Gandavensis (1623-1654). De visitatieverslagen door bisschop Triest, Leuven, 1976.

## Galerie

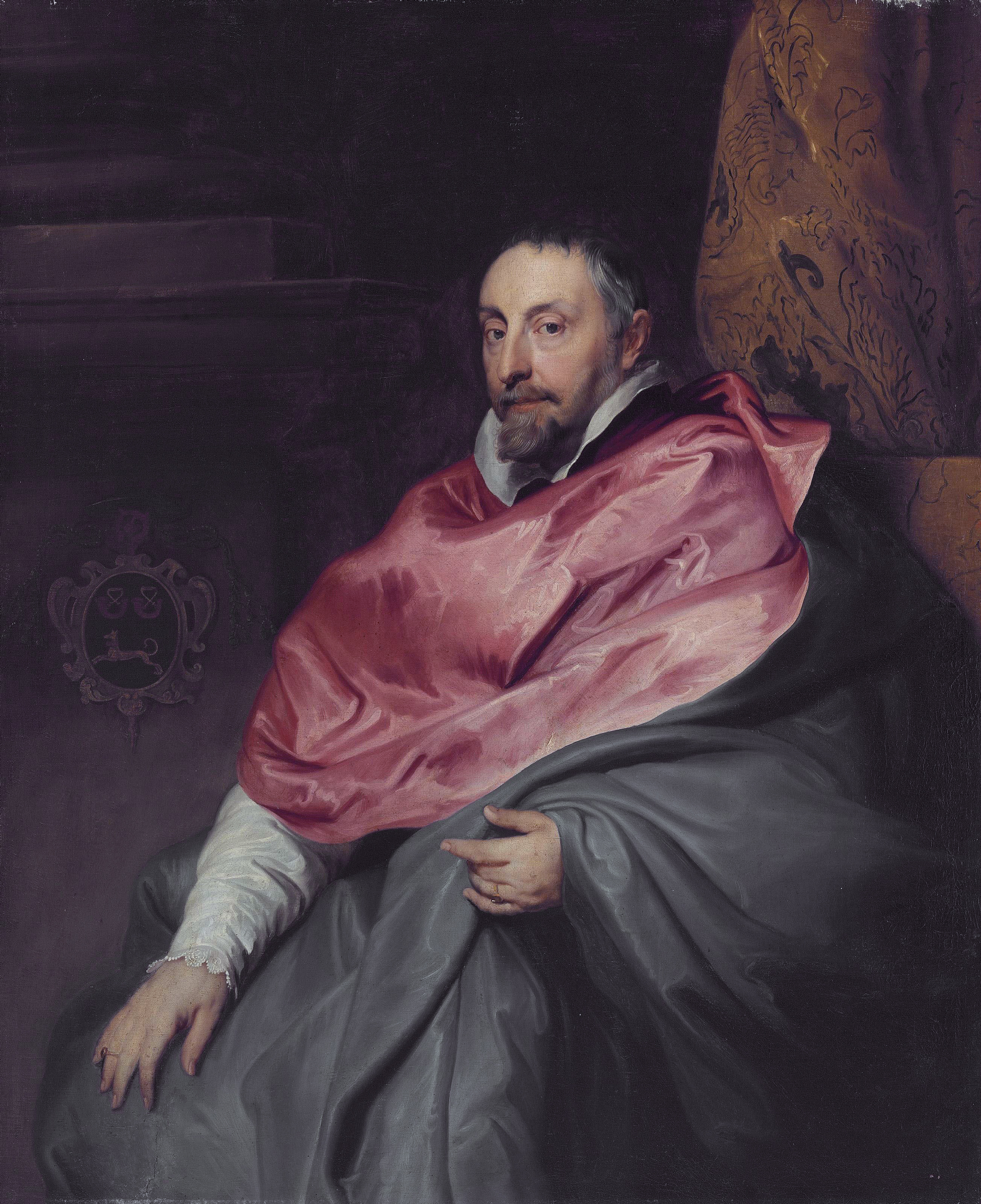
L'Évêque Antoine Triest, cercle d'Antoine van Dyck
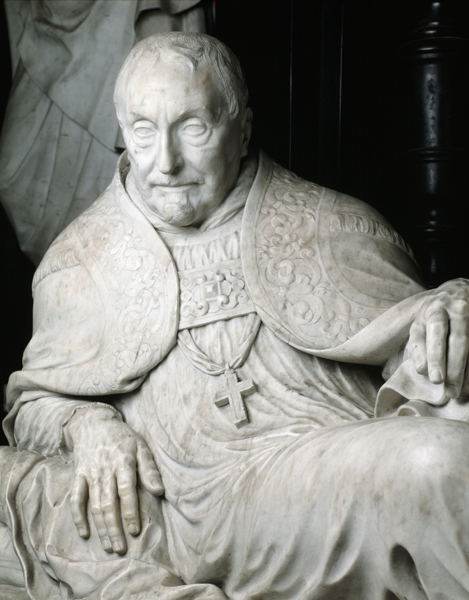
Détail de la tombe d'Antoine Triest, dans la cathédrale Saint-Bavon
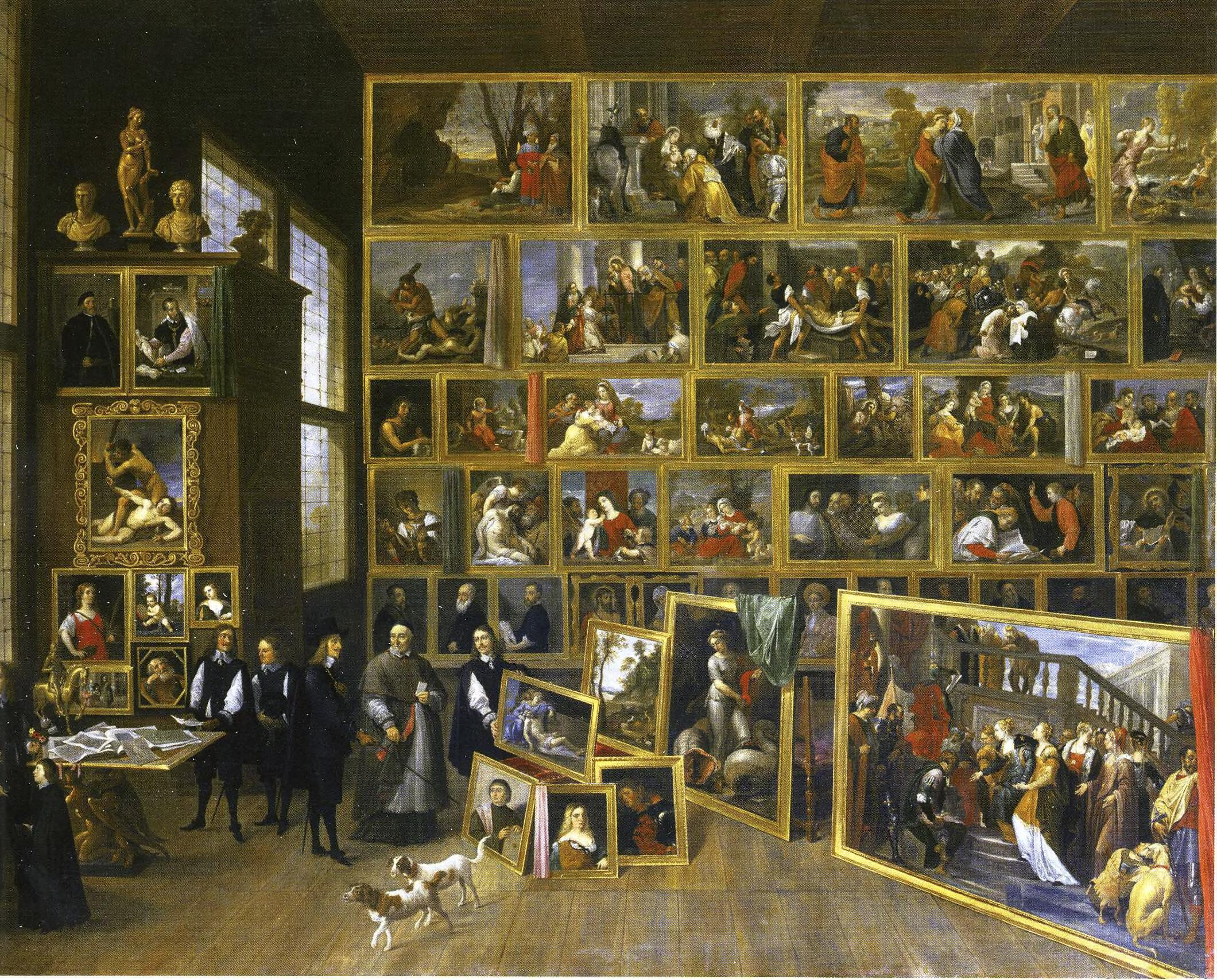
Galerie de l'archiduc Léopold-Guillaume à Bruxelles, par David Teniers II, à Petworth House. Antoine Triest se tient à côté de l'archiduc.